# Tom Dooley
Tom Dooley (egentligen Thomas C. Dula), född 22 juni 1845 i Wilkes County, North Carolina, död 1 maj 1868 i Statesville i Iredell County i North Carolina, var en amerikansk sydstatssoldat som 1868 hängdes för mordet på sin fästmö Laura Foster år 1866.

## Biografi
Tom Dula var duktig fiolspelare och hade flera förhållanden, bland annat med Ann Foster-Melton, men även med hennes kusin Laura Foster. När Laura blev med barn bestämde de sig för att flytta till Tennessee och gifta sig. Men när en läkare konstaterade att Dula ådragit sig syfilis, anklagade han Laura för att ha smittat honom. Tom hade i sin tur fört smittan vidare till Ann Foster-Melton. Den 26 eller 27 maj 1866 tog Laura sin fars häst och gav sig av för att träffa Tom och starta färden mot Tennessee. Därefter sågs hon inte mer i livet.
Laura Fosters döda kropp hittades knivhuggen i en grund grav två månader senare. Dula och Ann Foster-Melton anklagades för mordet, men Dula hade redan gett sig iväg mot Tennessee. Han infångades dock av ett uppbåd lett av överste James Grayson, och sattes i fängelse. Där tog han på sig hela skulden för mordet varför Ann Foster-Melton blev frikänd. Dula dömdes och avrättades 22 år gammal, den 1 maj 1868 i Statesville, Iredell County i North Carolina. 
Dulas syster Eliza och hennes man tog hand om kroppen och ombesörjde begravningen. Mordet rönte mycket stor uppmärksamhet på sin tid och berättelser om dramat spreds över hela USA i många olika versioner. Legenden om Tom Dula byggdes successivt upp under årens lopp. Huruvida han verkligen var skyldig till mordet är omdiskuterat. Kritik har riktas mot rättegångarna för att inte ha varit opartiska.
Dulas grav finns kvar men gravstenen har vandaliserats av människor som hackat bort bitar ur den som souvenirer.

## I populärkulturen
Nästan direkt efter avrättningen skrev den lokale poeten Thomas C. Land en mordballad om dramat, som blev mycket populär, främst i Wilkes County där det hela hade utspelats. År 1929 spelades balladen in av Grayson & Whitter. När The Kingston Trio 1958 kom ut med sin version, Hang down your head, Tom Dooley, blev den en internationell succé med över sex miljoner sålda skivor. Den versionen skiljer sig avsevärt från originalet.
År 1959 gjordes en filmatisering av händelsen, inspirerad av sången "Tom Dooley", där Dula spelas av Michael Landon.

### Webbkällor
1. Lundin, Leigh (2010-02-21) Who Killed Laura Foster?.